# Riccardo Calimani
Riccardo Calimani (Venezia, 1946) è uno scrittore e storico italiano, conosciuto soprattutto come storico dell'ebraismo italiano ed europeo, al quale ha dedicato la maggior parte dei suoi lavori.

## Biografia
Laureato in ingegneria elettronica all'Università di Padova e in filosofia della scienza all'Università di Venezia, è un affermato studioso dell'ebraismo. Ha lavorato alla RAI e, dopo essere stato responsabile del settore programmi radiotelevisivi per molti anni, dal 1994 al 1998 è stato direttore del palazzo Labia, sede regionale della stessa.
Tra le sue opere più importanti figurano le seguenti pubblicazioni: Dialogo sull'ebraismo del 1984, un'edizione aggiornata dell'opera scritta dal rabbino veneziano Simone Calimani, vissuto nel XVIII secolo; I destini e le avventure dell'intellettuale ebreo (1996; Premio Tobagi), Gesù ebreo (1998), Paolo (1999), Storia del ghetto di Venezia (2000; Premio Costantino Pavan), Ebrei e pregiudizio (2000), Storia dell'ebreo errante (2002), L'Inquisizione a Venezia (2002), Non è facile essere ebreo (2004), Passione e tragedia (2006), Ebrei eterni inquieti (2007). 
Nel 1986 Calimani ha ricevuto il Premio Cultura della presidenza del Consiglio dei ministri e nel 1997 il Premio Europeo per la Cultura. L'anno successivo è stato tra i curatori del catalogo della mostra svoltasi a Trieste, Le vie del mondo. È console onorario svizzero a Venezia. È lontano cugino di Dario Calimani, anglista e importante esponente dell'ebraismo italiano.

## Opere
- Storia del ghetto di Venezia, Milano, Rusconi, 1985. - Collezione Le Scie, Mondadori, 1995 - Nuova ed. illustrata, Collana Storia, Mondadori, 2000.
- Storia dell'ebreo errante, Milano, Rusconi, 1987. - Collezione Le Scie, Mondadori, 2002.
- R. Calimani-Antonio Lepschy, Feedback, Milano, Garzanti, 1990. - riedito col titolo Feedback. Guida ai cicli a retroazione. Dal controllo automatico al controllo biologico, CLEUP, 2013, ISBN 978-88-678-7145-2.
- Gesù ebreo, Milano, Rusconi, 1990. - Collezione Le Scie, Mondadori, 1998; Collana Oscar Saggi, Mondadori, 2001.
- Storie di marrani a Venezia, Milano, Rusconi, 1991.
- Ebrei e pregiudizio. Stella gialla, Milano, Rusconi, 1994. - Collana Oscar Saggi, Mondadori, 2000.
- 1994 - Collabora alla stesura di “Strategia e Individuo” di A. Paniccia (introd. di E. Luttwak), ISBN 88-7021-697-7;
- Destini e avventure dell'intellettuale ebreo, Collana Saggi, Milano, Mondadori, 1996, ISBN 978-88-04-41043-0.
- Alle origini della modernità. Capitali europee dell'ebraismo tra Ottocento e Novecento, Collana Libri illustrati, Milano, Mondadori, 1997, ISBN 978-88-04-43271-5.
- Paolo. L'ebreo che fondò il Cristianesimo, Collezione Le Scie, Milano, Mondadori, 1999, ISBN 978-88-04-44290-5. - Collana Oscar Storia, Milano, Mondadori, 2017, ISBN 978-88-046-7857-1.
- L'Inquisizione a Venezia. Eretici e processi 1548-1674, Collezione Le Scie, Milano, Mondadori, 2002, ISBN 978-88-04-51144-1.
- Non è facile essere ebreo. L'ebraismo spiegato ai non ebrei, Collana Saggi, Milano, Mondadori, 2004, ISBN 978-88-04-52448-9. - Collana Le Onde, Milano, La nave di Teseo, 2019, ISBN 978-88-934-4948-9.
- R. Calimani-Anna Vera Sullam-Davide Calimani, Ghetto di Venezia, Milano, Mondadori Electa, 2005, ISBN 978-88-370-2989-0.
- Passione e tragedia. La storia degli ebrei russi, Collezione Le Scie, Milano, Mondadori, 2006, ISBN 978-88-04-54395-4.
- Storia del pregiudizio contro gli ebrei. Antigiudaismo, antisemitismo, antisionismo, Collana Oscar storia n.457, Milano, Mondadori, 2007, ISBN 978-88-04-56979-4.
- Ebrei eterni inquieti. Intellettuali e scrittori del XX secolo in Francia e Ungheria, Collezione Le Scie, Milano, Mondadori, 2007, ISBN 978-88-04-57264-0.
- R. Calimani-Giorgio Orsoni, Venezia nelle grandi pagine della letteratura, Collana Varia, Milano, Mondadori, 2012, ISBN 978-88-04-62515-5.
- Storia degli ebrei italiani. Dalle origini al XV secolo, Collezione Le Scie, Milano, Mondadori, 2013, ISBN 978-88-04-62704-3.
- Storia degli ebrei italiani. Dal XVI al XVIII secolo, Collezione Le Scie, Milano, Mondadori, 2014, ISBN 978-88-04-63823-0.
- Storia degli ebrei italiani. Nel XIX e nel XX secolo, Collezione Le Scie, Milano, Mondadori, 2015, ISBN 978-88-04-64802-4.
- Pierpaolo Baretta-R. Calimani-Maurizio Cerruti, La città metropolitana di Venezia, a cura di G. Sapulli, Supernova, 2016, ISBN 978-88-686-9097-7.
- Storia del ghetto di Venezia (1516-2016), Collezione Le Scie, Milano, Mondadori, 2016, ISBN 978-88-04-65992-1.
- Storia degli ebrei di Roma. Dall'emancipazione ai giorni nostri, Collezione Le Scie.Nuova serie, Milano, Mondadori, 2017, ISBN 978-88-04-67513-6.
- R. Calimani-Giacomo Kahn, Gli ebrei tra storia e memoria, Prefazione di Luigi Nason, Collana Cristiani ed ebrei, EDB, 2017, ISBN 978-88-102-0714-7.
- Storia della Repubblica di Venezia. La Serenissima dalle origini alla caduta, Collezione Le Scie.Nuova serie, Milano, Mondadori, 2019, ISBN 978-88-047-1222-0.
- La grande Vienna ebraica, Collana Saggi tascabili, Torino, Bollati Boringhieri, 2020, ISBN 978-88-339-3324-5.

### Romanzi
- Una di maggio, Venezia, Marsilio, 1975. - Collana Oscar contemporanea n.1984, Mondadori; Milano, Mondadori, 2012.
- Il mercante di Venezia, Collana Omnibus, Milano, Mondadori, 2008, ISBN 978-88-04-57789-8.
- Venezia, passione e potere, Collana Omnibus, Milano, Mondadori, 2010, ISBN 978-88-04-59536-6.